# Психологија
Психологија је наука која проучава психу, психичке процесе и психичке особине у њиховом настанку, развоју и објективним појављивањима код човека и животиња. Сазнања психологије почивају на две врсте података. На подацима добијеним посматрањем понашања (тзв. објективни подаци) и подацима непосредног искуства (тзв. субјективни подаци) добијеним самопосматрањем (интроспекцијом).
Психологија проучава индивидуална и групна понашања. Сама реч психологија потиче од грчких речи psyha и logos и дословно значи „наука о души”. Током историје, још од античког доба, психологија је била грана филозофије, да би у XVIII и 19. веку, започела свој „властити пут” као независна научна дисциплина. Психологија се као научна дисциплина званично почела рачунати 1879. када је немачки филозоф и психолог Вилхелм Вунт у Лајпцигу основао Прву психолошку лабораторију, тзв. Прва лабораторија људске душе. Ипак, данас је психологија врло везана за биологију и друштвене науке.
Психологија проучава две тачке психичког, односно душевног живота људи, које чине две врсте психичких појава, а то су:
1. Психички процеси
2. Психичке особине

Као широка област, психологија понекад оставља утисак неуједињености, распршености. Дели се на примењене и експерименталне или теоретске огранке. Неке од примењених огранака психологије чине: клиничка психологија, која се бави дијагнозом и терапијом менталних поремећаја; индустријска психологија се користи приликом одабира радника и генерално у пословању; педагошка психологија која се бави психолошком страном васпитања и образовања. Експериментална или теоретска психологија се састоји од дечје, образовне, социјалне, развојне, физиолошке и компаративне психологије.
Дечја психологија примењује психолошке теорије и истраживачке методе ради проучавања деце; образовна психологија се бави проблемима везаним за процесе учења; социјална психологија се бави групном динамиком и другим аспектима људског понашања у друштвеном и културном окружењу; и компаративна психологија се бави разликама у понашању различитих врста живих бића, на пример, људи и животиња.
Ствари које проучавају психолози покривају широк спектар, почев од схватања приликом процеса учења, опажања, интелигенције, мотивације, емоција, перцепције, карактера, менталних поремећаја и студије разлика и утицаја околине на формирање карактера и личности.
Психологију многи људи сматрају друштвеном науком, али она представља мешавину природних и друштвених наука. За њено разумевање потребно је знати како функционишу поједини органи у људском телу, првенствено они који су везени за мозак и стварање и лучење хормона.

## Психолошке дисциплине
Под јединственим именом психологија можемо наћи мноштво повезаних дисциплина. Можемо их поделити на теоријске и примењене дисциплине. То су:
- општа психологија - проучава изоловано опште функције, процесе и способности нормалног одраслог човека
- психологија личности - проучава личност као целовит и непоновљив склоп особина појединца
- физиолошка психологија - истражује органску основу (чула, нервни систем, ендокрини систем) психичких способности и процеса
- психологија животиња - проучава психички живот и понашање животиња, део је етологије
- психопатологија - проучава абнормални психички живот, бави се одступањима од нормалних процеса и служи као темељ психијатрији и клиничкој психологији
- социјална психологија - проучава људе и њихово понашање у међузависности са њиховом (људском) околином, све облике међуљудских односа, као и понашање групе као целине
- експериментална психологија - бави се проучавањем реакција човека на намерно индуциране подражаје, било физичке, било социјалне
- биолошка психологија – истражује органске основе психичких процеса и понашања
- психоисторија – наука о психолошким мотивима историјских догађања

Примењене:
- ергономија - проучава однос човека према раду и настоји пронаћи начине што бољег прилагођавања рада човеку
- педагошка психологија - проучава психолошке проблеме процеса образовања и васпитања
- клиничка психологија - проучава, дијагностикује и тражи лек за патолошке облике понашања психички поремећених људи
- психологија рада - проучава и решава психолошке проблеме човека на послу, за циљ има повећање продуктивности и задовољства на послу.
- психометрија – која се бави разним облицима мерења психичких особина, карактеристика појединца и групе, помоћу разних психолошких техника (нпр. тестова)
- психологија спорта
- организацијска психологија – истражује процесе повезане с психичким животом у организацијама
- психологија комуникације
- форензичка психологија
- војна психологија
- психодинамичка психологија – која на човека гледа као на биће под утицајем несвесних процеса над којима нема или тешко остварује контролу
- когнитивна психологија – проучава спознајне и интелектуалне функције и њихов утицај на човеково понашање.
- неуропсихологија – гранична дисциплина између психологије и неурологије, а бави се проучавањем биолошке подлоге различитих психичких функција (пажња, памћење, и слично).
- дечја психологија
- развојна психологија
- психологија одгоја и образовања
- психологија продаје

## Системи и правци психологије

### Системи
- Бихевиоризам
- Психоанализа
- Хуманистичка психологија

### Правци
- Структуралистичка психологија
- Гешталт психологија
- Функционалистичка психологија
- Културно-историјски правац

## Задаци психологије
Сазнавање и овладавање психичком стварношћу.
1. Теоријски - описати и објаснити свеукупни психички живот и понашање људи и животиња.
2. Практични - применом научних знања помоћи појединцу или целој заједници за унапређење психичког живота.

## Етимологија
Реч психологија потиче од грчке речи психа, за дух или душу. Последњи део речи „психологија“ потиче од -λογια -логија, што се односи на „проучавање“ или „истраживање“. Латинску реч psychologia први је употребио хрватски хуманиста и латиниста Марко Марулић у својој књизи Psichiologia de ratione animae humanae (Психологија, о природи људске душе) крајем 15. или почетком 16. века. Најраније познато помињање речи психологија на енглеском дао је Стивен Бланкарт 1694. године у The Physical Dictionary. Речник се односи на „Анатомију која третира тело и психологију која третира душу.“
Године 1890. Вилијам Џејмс је дефинисао психологију као „науку о менталном животу, о његовим феноменима и њиховим условима.“ Ова дефиниција је деценијама била широко распрострањена. Међутим, ово значење су оспоравали, посебно радикални бихевиористи као што је Џон Б. Вотсон, који је 1913. године тврдио да је дисциплина „природна наука“, чији је теоријски циљ „предвиђање и контрола понашања“. Пошто је Џејмс дефинисао „психологију“, тај термин јаче имплицира научно експериментисање. Народна (лаичка) психологија се односи на разумевање обичних људи, за разлику од професионалаца у психологији, у погледу менталних стања и понашања људи.

## Историја психологије
Древне цивилизације Египта, Грчке, Кине, Индије и Персије све су се бавиле филозофским проучавањем психологије. У Старом Египту, Еберсов папирус је помињао депресију и поремећаје мишљења. Историчари примећују да су се грчки филозофи, укључујући Талеса, Платона и Аристотела (нарочито у његовој расправи Де Анима), бавили функционисањем ума. Још у 4. веку пре нове ере, грчки лекар Хипократ је изнео теорију да ментални поремећаји имају физичке, а не натприродне узроке. Године 387. п. н. е., Платон је сугерисао да је мозак место где се одвијају ментални процеси, а 335. п. н. е. Аристотел је сугерисао да је то срце.
У Кини је психолошко разумевање израсло из филозофских дела Лаозија и Конфучија, а касније и из доктрина будизма. Овај корпус знања укључује увиде извучене из интроспекције и посматрања, као и технике фокусираног размишљања и деловања. Она уоквирује универзум у смислу поделе физичке стварности и менталне стварности, као и интеракције између физичког и менталног. Кинеска филозофија је такође наглашавала прочишћавање ума како би се повећала врлина и моћ. Древни текст познат као Класика интерне медицине жутог цара идентификује мозак као везу мудрости и осећаја, укључује теорије личности засноване на јин-јанг равнотежи и анализира ментални поремећај у смислу физиолошке и социјалне неравнотеже. Кинеска стипендија која се фокусирала на мозак напредовала је током династије Ћинг са радом Фанг Јиџија (1611–1671), Лиу Џија (1660–1730) и Ванг Ћингрена (1768–1831). Ванг Ћингрен је нагласио важност мозга као центра нервног система, повезао ментални поремећај са болестима мозга, истражио узроке снова и несанице и унапредио теорију хемисферне латерализације у функцији мозга.
Под утицајем хиндуизма, индијска филозофија је истраживала разлике у типовима свести. Централна идеја Упанишада и других ведских текстова који су формирали темеље хиндуизма била је разлика између човековог пролазног овоземаљског ја и њихове вечне, непроменљиве душе. Дивергентне хиндуистичке доктрине и будизам довели су у питање ову хијерархију сопства, али су сви нагласили важност достизања више свести. Јога обухвата низ техника које се користе у постизању овог циља. Теозофија, религија коју је успоставила руско-америчка филозофкиња Хелена Блаватска, црпила је инспирацију из ових доктрина током свог боравка у Британској Индији.
Психологија је била од интереса за мислиоце просветитељства у Европи. У Немачкој, Готфрид Вилхелм Лајбниц (1646–1716) применио је своје принципе рачуна на ум, тврдећи да се ментална активност одвија на недељивом континууму. Он је сугерисао да је разлика између свесне и несвесне свести само питање степена. Кристијан Вулф је идентификовао психологију као сопствену науку, написавши Psychologia Empirica 1732. и Psychologia Rationalis 1734. Имануел Кант је унапредио идеју антропологије као дисциплине, са психологијом као важном подподелом. Кант је, међутим, експлицитно одбацио идеју експерименталне психологије, пишући да „емпиријска доктрина душе такође никада не може приступити хемији чак ни као систематској уметности анализе или експерименталне доктрине, јер се у њој многострукост унутрашњег посматрања може одвојити само пуким поделом мисли, и онда се не може држати одвојено и рекомбиновано по вољи (али још мање други мислећи субјект трпи да се на њему експериментише како би одговарало нашој сврси), па чак и посматрање само по себи већ мења и помера стање посматраног објекат."
Године 1783. Фердинанд Убервасер (1752-1812) прогласио се за професора емпиријске психологије и логике и држао предавања о научној психологији, иако су ова дешавања убрзо била у сенци Наполеонових ратова. На крају Наполеонове ере, пруске власти су укинуле Стари универзитет у Минстеру. Међутим, након консултација са филозофима Хегелом и Хербартом, пруска држава је 1825. године успоставила психологију као обавезну дисциплину у свом брзом растућем и веома утицајном образовном систему. Међутим, ова дисциплина још није прихватила експериментисање. У Енглеској, рана психологија је укључивала френологију и одговор на друштвене проблеме укључујући алкохолизам, насиље и претрпане "лудачке" азиле у земљи.

## Велике школе мисли

### Биолошка школа
Психолози генерално сматрају биологију супстратом мисли и осећања, и стога важном области проучавања. Бихевиорална неуронаука, такође позната као биолошка психологија, укључује примену биолошких принципа на проучавање физиолошких и генетских механизама који су у основи понашања људи и других животиња. Сродна област компаративне психологије је научно проучавање понашања и менталних процеса нељудских животиња.
Водеће питање у бихејвиоралним неуронаукама било је да ли су и како менталне функције локализоване у мозгу. Од Финеаса Гејџа до Х.М. и Клајв Веринг, појединачни људи са менталним дефицитима који се могу пратити до физичког оштећења мозга инспирисали су нова открића у овој области. Могло би се рећи да модерна бихејвиорална неуронаука потиче из 1870-их, када је у Француској Пол Брока пратио производњу говора до левог фронталног гируса, чиме је такође показао хемисферну латерализацију мождане функције. Убрзо након тога, Карл Вернике је идентификовао сродну област неопходну за разумевање говора.
Савремено поље бихејвиоралне неуронауке фокусира се на физичку основу понашања. Бихејвиорални неуронаучници користе животињске моделе, често се ослањајући на пацове, да проучавају неуронске, генетске и ћелијске механизме који леже у основи понашања укљученог у учење, памћење и реакције на страх. Когнитивни неуронаучници, користећи алате за неурално снимање, истражују неуронске корелате психолошких процеса код људи. Неуропсихолози спроводе психолошке процене како би утврдили како су понашање и спознаја појединца повезани са мозгом. Биопсихосоцијални модел је међудисциплинарни, холистички модел који се бави начинима на које међусобни односи биолошких, психолошких и социо-економских фактора утичу на здравље и понашање.
Еволуциона психологија приступа мишљењу и понашању из модерне еволуционе перспективе. Ова перспектива сугерише да су психолошке адаптације еволуирале како би се решили проблеми који се понављају у окружењу људских предака. Еволуциони психолози покушавају да открију како су људске психолошке особине еволуиране адаптације, резултати природне селекције или сексуалне селекције током људске еволуције.
Историја биолошких основа психологије укључује доказе о расизму. Идеја о надмоћи белаца и, заправо, модерни концепт саме расе настао је током процеса освајања света од стране Европљана. Четворострука класификација људи Карла фон Линеа класификује Европљане као интелигентне и строге, Американце као задовољне и слободне, Азијате као ритуалне, а Африканце као лење и хировите. Раса је такође коришћена да се оправда конструкција друштвено специфичних менталних поремећаја као што су драпетоманија и дисаестхесиа аетхиопица — понашање некооперативних афричких робова. Након стварања експерименталне психологије, „етничка психологија“ се појавила као поддисциплина, заснована на претпоставци да ће проучавање примитивних раса обезбедити важну везу између понашања животиња и психологије развијенијих људи.

### Бихејвиорална школа
Принцип истраживања понашања је да се велики део понашања људи и нижих животиња учи. Принцип повезан са истраживањем понашања је да се механизми укључени у учење примењују на људе и животиње које нису људи. Истраживачи понашања развили су третман познат као модификација понашања, који се користи да помогне појединцима да замене непожељна понашања пожељним.
Рани истраживачи понашања проучавали су упаривање стимуланс-одговор, сада познато као класично условљавање. Они су показали да када је биолошки моћан стимулус (нпр. храна која изазива саливацију) упарен са претходно неутралним стимулусом (нпр. звоно) током неколико покушаја учења, неутрални стимулус сам по себи може да изазове одговор који биолошки моћни стимулус изазива. Иван Павлов — најпознатији по томе што је подстицао псе на пљувачку у присуству стимулуса који је раније био повезан са храном — постао је водећа личност у Совјетском Савезу и инспирисао следбенике да користе његове методе на људима.
У Сједињеним Државама, Едвард Ли Торндајк је покренуо „конекционистичке” студије тако што је хватао животиње у „кутије за слагалице” и награђивао их за бекство. Торндајк је 1911. написао: „Не може постојати морални налог за проучавање човекове природе осим ако нам студија не омогући да контролишемо његове поступке.“ Од 1910. до 1913. Америчко удружење психолога је прошло кроз морску промену мишљења, далеко од ментализма. и ка „бихејвиорализму“. Године 1913. Џон Б. Вотсон је сковао термин бихевиоризам за ову школу мишљења. У почетку се мислило да Вотсонов чувени експеримент Малог Алберта из 1920. године показује да поновљена употреба узнемирујућих гласних звукова може усадити фобије (одбојност према другим стимулансима) код новорођенчета, иако је такав закључак вероватно био претеривање. Карл Лешли, блиски сарадник са Вотсоном, испитивао је биолошке манифестације учења у мозгу.
Кларк Л. Хал, Едвин Гатри и други учинили су много да помогну бихевиоризму да постане широко коришћена парадигма. Нова метода „инструменталног“ или „оперантног“ условљавања додала је концепте поткрепљења и казне моделу промене понашања. Радикални бихејвиористи су избегавали да расправљају о унутрашњем функционисању ума, посебно о несвесном, за који су сматрали да је немогуће научно проценити. Оперантно условљавање су први описали Милер и Канорски, а популарисао у САД Б. Ф. Скинер, који се појавио као водећи интелектуалац бихевиористичког покрета.
Ноам Чомски је објавио утицајну критику радикалног бихејвиоризма на основу тога да бихевиористички принципи не могу адекватно да објасне сложени ментални процес усвајања језика и употребе језика. Преглед, који је био оштар, учинио је много да се смањи статус бихејвиоризма у психологији. Мартин Селиџман и његове колеге су открили да могу условити „научену беспомоћност“ код паса, стање које није било предвиђено бихевиористичким приступом психологији. Едвард Ц. Толман је унапредио хибридни модел „когнитивног понашања“, посебно у својој публикацији из 1948. у којој се расправља о когнитивним мапама које пацови користе да погоде локацију хране на крају лавиринта. Скинеров бихејвиоризам није умро, делимично зато што је створио успешне практичне примене.
Међународно удружење за анализу понашања основано је 1974. године и до 2003. имало је чланове из 42 земље. Ова област је стекла упориште у Латинској Америци и Јапану. Примењена анализа понашања је термин који се користи за примену принципа оперантног условљавања за промену друштвено значајног понашања (замењује термин модификација понашања).

### Когнитивистичка школа
Когнитивна психологија укључује проучавање менталних процеса, укључујући перцепцију, пажњу, разумевање и производњу језика, памћење и решавање проблема. Истраживаче у области когнитивне психологије понекад називају когнитивистима. Они се ослањају на модел обраде информација менталног функционисања. Когнитивистичка истраживања су заснована на функционализму и експерименталној психологији.
Почевши од 1950-их, експерименталне технике које су развили Вунт, Џејмс, Ебинхаус и други поново су се појавиле како је експериментална психологија постајала све више когнитивистичка и, на крају, чинила део шире, интердисциплинарне когнитивне науке. Неки су овај развој назвали когнитивном револуцијом јер је одбацио антименталистичку догму бихејвиоризма, као и структуре психоанализе.
Алберт Бандура је помогао у преласку психологије са бихејвиоризма на когнитивну психологију. Бандура и други теоретичари друштвеног учења унапредили су идеју заменичког учења. Другим речима, изнели су став да дете може да учи посматрајући своје друштвено окружење, а не нужно да је било појачано за спровођење понашања, иако нису искључили утицај појачања на учење понашања.
Технолошки напредак је такође обновио интересовање за ментална стања и менталне представе. Енглески неуронаучник Чарлс Шерингтон и канадски психолог Доналд О. Хеб користили су експерименталне методе да повежу психолошке феномене са структуром и функцијом мозга. Успон компјутерске науке, кибернетике и вештачке интелигенције подвукао је вредност поређења обраде информација код људи и машина.
Популарна и репрезентативна тема у овој области је когнитивна пристрасност, или ирационална мисао. Психолози (и економисти) су класификовали и описали велики каталог пристрасности које се често понављају у људској мисли. Хеуристика доступности, на пример, је тенденција прецењивања важности нечега што вам лако пада на памет.
Елементи бихевиоризма и когнитивне психологије су синтетизовани да би се формирала когнитивна бихејвиорална терапија, облик психотерапије модификован од техника које су развили амерички психолог Алберт Елис и амерички психијатар Арон Т. Бек.
На ширем нивоу, когнитивна наука је интердисциплинарно предузеће које укључује когнитивне психологе, когнитивне неуронаучнике, лингвисте и истраживаче у области вештачке интелигенције, интеракције човека и рачунара и рачунарске неуронауке. Дисциплина когнитивне науке покрива когнитивну психологију, као и филозофију ума, компјутерске науке и неуронауку. Рачунарске симулације се понекад користе за моделирање феномена од интереса.

### Социјална школа
Социјална психологија се бави тиме како понашања, мисли, осећања и друштвено окружење утичу на људске интеракције. Социјални психолози проучавају теме као што су утицај других на понашање појединца (нпр. конформизам, убеђивање) и формирање уверења, ставова и стереотипа о другим људима. Социјална когниција спаја елементе социјалне и когнитивне психологије у сврху разумевања како људи обрађују, памте или искривљују друштвене информације. Проучавање групне динамике укључује истраживање природе лидерства, организационе комуникације и сродних феномена.
Последњих година, социјални психолози су се заинтересовали за имплицитне мере, посредничке моделе и интеракцију личности и друштвених фактора у објашњавању понашања. Неки концепти које су социолози применили на проучавање психијатријских поремећаја, концепти као што су друштвена улога, улога болесника, друштвена класа, животни догађаји, култура, миграција и тотална институција, утицали су на социјалне психологе.

### Психоаналитичка школа
Психоанализа се односи на теорије и терапеутске технике примењене на несвесни ум и његов утицај на свакодневни живот. Ове теорије и технике служе за лечење менталних поремећаја. Психоанализа је настала 1890-их, најистакнутије у раду Сигмунда Фројда. Фројдова психоаналитичка теорија се у великој мери заснивала на интерпретативним методама, интроспекцији и клиничком посматрању. Постала је веома позната, углавном зато што се бавила темама као што су сексуалност, репресија и несвесно. Фројд је био пионир метода слободног удруживања и тумачења снова.
Психоаналитичка теорија није монолитна. Други познати психоаналитички мислиоци који су се разишли са Фројдом су Алфред Адлер, Карл Јунг, Ерик Ериксон, Мелани Клајн, Д.В. Виникот, Карен Хорнај, Ерих Фром, Џон Болби, Фројдова ћерка Ана Фројд и Хари Стак Саливан. Ови појединци су осигурали да се психоанализа развије у различите школе мишљења. Међу овим школама су психологија ега, објектни односи и интерперсонална, лакановска и релациона психоанализа.
Психолози попут Ханса Ајзенка и филозофи, укључујући Карла Попера, оштро су критиковали психоанализу. Попер је тврдио да је психоанализа погрешно представљена као научна дисциплина, док је Ајзенк изнео став да су психоаналитичка начела била у супротности са експерименталним подацима. До краја 20. века, одсеци за психологију америчких универзитета углавном су маргинализовали Фројдову теорију, одбацујући је као „исушени и мртви“ историјски артефакт. Истраживачи као што су Антонио Дамасио, Оливер Сакс и Џозеф Леду, као и појединци у новој области неуро-психоанализе, бранили су неке од Фројдових идеја на научним основама.

### Егзистенсцијално-хуманистичке теорије
Хуманистичка психологија, на коју су утицали егзистенцијализам и феноменологија, наглашава слободну вољу и самоактуализацију. Појавио се 1950-их као покрет унутар академске психологије, као реакција на бихевиоризам и психоанализу. Хуманистички приступ тежи сагледавању целе личности, а не само фрагментираних делова личности или изолованих спознаја. Хуманистичка психологија се такође фокусира на лични раст, самоидентитет, смрт, самоћу и слободу. Наглашава субјективно значење, одбацивање детерминизма и бригу за позитиван раст, а не за патологију. Неки оснивачи хуманистичке школе мишљења били су амерички психолози Абрахам Маслов, који је формулисао хијерархију људских потреба, и Карл Роџерс, који је креирао и развио терапију усмерену на клијента.
Касније је позитивна психологија отворила хуманистичке теме за научно проучавање. Позитивна психологија је проучавање фактора који доприносе људској срећи и благостању, фокусирајући се више на људе који су тренутно здрави. Међутим, далеко је од јасног да је позитивна психологија ефикасна у томе да учини људе срећнијима. Позитивне психолошке интервенције су биле ограниченог обима, али се сматра да су њихови ефекти нешто бољи од плацебо ефеката. Докази, међутим, далеко су од јасних да интервенције засноване на позитивној психологији повећавају људску срећу или отпорност.
Егзистенцијална психологија наглашава потребу да се разуме клијентова потпуна оријентација према свету. Егзистенцијална психологија је супротна редукционизму, бихевиоризму и другим методама које објективизирају појединца. Током 1950-их и 1960-их, под утицајем филозофа Сорена Кјеркегора и Мартина Хајдегера, психоаналитички обучени амерички психолог Роло Меј помогао је у развоју егзистенцијалне психологије. Егзистенцијална психотерапија, која следи из егзистенцијалне психологије, је терапијски приступ који се заснива на идеји да унутрашњи конфликт особе настаје из суочавања те индивидуе са датостима постојања. За швајцарског психоаналитичара Лудвига Бинсвангера и америчког психолога Џорџа Келија такође се може рећи да припадају егзистенцијалној школи. Егзистенцијални психолози имају тенденцију да се разликују од "хуманистичкијих" психолога по релативно неутралном погледу на људску природу и релативно позитивној процени анксиозности. Егзистенцијални психолози су истицали хуманистичке теме смрти, слободне воље и значења, сугеришући да се значење може обликовати митовима и наративима; значење може бити продубљено прихватањем слободне воље, која је неопходна за живот аутентичног живота, иако често уз стрепњу у вези са смрћу.
Аустријски егзистенцијални психијатар и преживели холокауст Виктор Франкл извукао је доказе о терапеутској моћи значења из размишљања о сопственом заточењу. Он је створио варијацију егзистенцијалне психотерапије названу логотерапија, тип егзистенцијалистичке анализе која се фокусира на вољу за смислом (у животу), за разлику од Адлерове Ничеанске доктрине воље за моћ или Фројдове воље за задовољством.

## Теме

### Личност
Психологија личности бави се трајним обрасцима понашања, мисли и емоција. Теорије личности варирају у различитим психолошким школама мишљења. Свака теорија носи различите претпоставке о таквим карактеристикама као што су улога несвесног и важност искуства из детињства.
Према Фројду, личност се заснива на динамичким интеракцијама ида, ега и супер-ега. Насупрот томе, теоретичари особина су развили таксономије конструката личности у описивању личности у смислу кључних особина. Теоретичари особина често су користили статистичке методе смањења података, као што је факторска анализа. Иако је број предложених особина увелико варирао, рани биолошки заснован модел Ханса Ајзенка сугерише да су најмање три главна конструкта особина неопходна да би се описали људска личност, екстраверзија-интроверзија, неуротицизам-стабилност и психотицизам-нормалност.
Рејмонд Кател је емпиријски извео теорију о 16 фактора личности на нивоу примарног фактора и до осам ширих фактора другог слоја. Од 1980-их, Велика петорка (отвореност за искуство, савесност, екстраверзија, пријатност и неуротицизам) се појавила као важна теорија особина личности. Димензионални модели личности добијају све већу подршку, а верзија димензионалне процене је укључена у DSM-V. Међутим, упркос обиљу истраживања различитих верзија димензија личности „велике петорке“, чини се да је неопходно прећи са статичне концептуализације структуре личности на динамичнију оријентацију, признајући да су конструкти личности подложни учењу и промени током животни век.
Рани пример процене личности био је Вудвортов лист са личним подацима, направљен током Првог светског рата. Популарни, иако психометријски неадекватан, Мајерс–Бригс типологија је развијена да процени „типове личности“ појединаца према теоријама личности Карл Јунга. ММПИ (Minnesota Multiphasic Personality Inventory), упркос свом називу, више је димензионална мера психопатологије него мера личности. Калифорнијски психолошки инвентар садржи 20 скала личности (нпр. независност, толеранција). Међународна збирка личних ставки, која је у јавном власништву, постала је извор скала које се могу користити за процену личности.

### Несвесни ум
Проучавање несвесног ума, дела психе изван свести појединца, али за који се верује да утиче на свесно мишљење и понашање, било је обележје ране психологије. У једном од првих психолошких експеримената спроведених у Сједињеним Државама, Ц.С. Пирс и Јозеф Јастров су 1884. открили да субјекти истраживања могу да изаберу најмању тежину од две тежине чак и ако свесно нису сигурни у разлику. Фројд је популаризовао концепт несвесног ума, посебно када је говорио о нецензурисаном упадању несвесне мисли у нечији говор (Фројдијанска омашка) или на његове напоре да тумачи снове. Његова књига Психопатологија свакодневног живота из 1901. каталогизира стотине свакодневних догађаја које Фројд објашњава у смислу несвесног утицаја. Пјер Жане је унапредио идеју подсвесног ума, који би могао да садржи аутономне менталне елементе недоступне директном испитивању субјекта.
Концепт несвесних процеса остао је важан у психологији. Когнитивни психолози су користили "филтерски" модел пажње, према којем се много обраде информација одвија испод прага свести, а само одређени стимулуси, ограничени својом природом и бројем, пролазе кроз филтер. Многа истраживања су показала да подсвесно припремање одређених идеја може прикривено утицати на мисли и понашање. Због непоузданости самопосматрања, главна препрека у овој врсти истраживања укључује показивање да свесни ум субјекта није приметио циљни стимулус. Из тог разлога, неки психолози радије праве разлику између имплицитног и експлицитног памћења. У другом приступу, подсвесни стимулус се такође може описати као достизање објективног, али не и субјективног прага.
Модел аутоматизма Џона Барга и других укључује идеје аутоматизма и несвесне обраде у нашем разумевању друштвеног понашања, иако је било спора у погледу репликације. Неки експериментални подаци сугеришу да мозак почиње да разматра предузимање радњи пре него што их ум постане свестан. Утицај несвесних сила на изборе људи утиче на филозофско питање слободне воље. Џон Барг, Данијел Вегнер и Елен Лангер описују слободну вољу као илузију.

### Мотивација
Неки психолози проучавају мотивацију или тему зашто људи или ниже животиње иницирају понашање у одређеном тренутку. Такође укључује проучавање зашто људи и ниже животиње настављају или прекидају понашање. Психолози као што је Вилијам Џејмс првобитно су користили термин мотивација да се односе на намеру, у смислу сличном концепту воље у европској филозофији. Са сталним успоном дарвинистичког и фројдовског мишљења, инстинкт се такође почео посматрати као примарни извор мотивације.
Према теорији нагона, снаге инстинкта се комбинују у један извор енергије који врши сталан утицај. Психоанализа је, као и биологија, посматрала ове силе као захтеве који потичу из нервног система. Психоаналитичари су веровали да се ове силе, посебно сексуални инстинкти, могу заплести и трансформисати унутар психе. Класична психоанализа замишља борбу између принципа задовољства и принципа стварности, што отприлике одговара иду и егу. Касније, у Изван принципа задовољства, Фројд је увео концепт нагона смрти, принуде на агресију, деструкцију и психичко понављање трауматских догађаја. У међувремену, бихевиористички истраживачи су користили једноставне дихотомне моделе (задовољство/бол, награда/казна) и добро утврђене принципе као што је идеја да ће жедно створење уживати у пићу. Кларк Хол је формализовао ову последњу идеју својим моделом смањења погона.
Глад, жеђ, страх, сексуална жеља и терморегулација представљају основне мотиве код животиња. Чини се да људи показују сложенији скуп мотивација — иако се теоретски оне могу објаснити као резултат жеље за припадањем, позитивном сликом о себи, самодоследношћу, истином, љубављу и контролом.
Мотивација се може модулирати или манипулисати на много различитих начина. Истраживачи су открили да исхрана, на пример, не зависи само од фундаменталне потребе организма за хомеостазом — важног фактора који изазива осећај глади — већ и од циркадијалних ритмова, доступности хране, укуса хране и цене. Апстрактне мотивације су такође савитљиве, о чему сведоче феномени као што је зараза циља: усвајање циљева, понекад несвесно, засновано на закључцима о циљевима других. Вос и Бајумејстер сугеришу да, супротно циклусу потреба-жеља-испуњење животињских инстинката, људска мотивација се понекад повинује правилу „добити рађа хтети“: што више добијате награду као што су самопоштовање, љубав, дрога или новац, више је желите. Они сугеришу да се овај принцип може применити чак и на храну, пиће, секс и сан.

### Развој
Развојна психологија се односи на научну студију о томе како и зашто се мисаони процеси, емоције и понашања људи мењају током њиховог живота. Неки приписују Чарлсу Дарвину спровођење прве систематске студије унутар рубрике развојне психологије, након што је 1877. објавио кратак рад у којем се детаљно описује развој урођених облика комуникације на основу његових запажања његовог малог сина. Међутим, главни извори ове гране психологије налазе се у раду Жана Пијажеа. Попут Пијажеа, развојни психолози су се првобитно фокусирали првенствено на развој спознаје од детињства до адолесценције. Касније се развојна психологија проширила на проучавање спознаје током животног века. Поред проучавања когниције, развојни психолози су се такође фокусирали на афективни, бихевиорални, морални, друштвени и нервни развој.
Развојни психолози који проучавају децу користе бројне истраживачке методе. На пример, они посматрају децу у природном окружењу као што су предшколске установе и ангажују их у експерименталним задацима. Такви задаци често личе на посебно осмишљене игре и активности које су и пријатне за дете и научно корисне. Истраживачи развоја чак су осмислили паметне методе за проучавање менталних процеса одојчади. Поред проучавања деце, развојни психолози такође проучавају старење и процесе током читавог животног века, укључујући старост. Ови психолози се ослањају на читав низ психолошких теорија да би пружили информације о свом истраживању.

### Гени и животна средина
На све истраживане психолошке особине утичу и гени и окружење, у различитом степену. Ова два извора утицаја се често мешају у опсервационим истраживањима појединаца и породица. Пример ове конфузије може се показати у преношењу депресије са депресивне мајке на њено потомство. Теорија заснована на преношењу из средине сматрала би да је потомство, због тога што има проблематично окружење за одгајање којим управља депресивна мајка, изложено ризику од развоја депресије. С друге стране, наследна теорија би сматрала да је ризик од депресије код потомства у извесној мери под утицајем гена који се детету преносе од мајке. Гени и окружење у овим једноставним моделима преноса су потпуно збуњени. Депресивна мајка може и да носи гене који доприносе депресији код њеног потомства, али и да створи окружење за одгајање које повећава ризик од депресије код њеног детета.
Истраживачи бихејвиоралне генетике су користили методологије које помажу да се раздвоји ова конфузија и разуме природа и порекло индивидуалних разлика у понашању. Традиционално, истраживање је укључивало студије близанаца и студије усвајања, два дизајна у којима се генетски утицаји и утицаји животне средине могу делимично поништити. У скорије време, истраживање фокусирано на гене допринело је разумевању генетског доприноса развоју психолошких особина.
Доступност технологија молекуларне генетике или секвенцирања генома у микромрежу омогућава истраживачима да директно мере варијацију ДНК учесника и тестирају да ли су индивидуалне генетске варијанте унутар гена повезане са психолошким особинама и психопатологијом путем метода укључујући студије асоцијација на нивоу генома. Један циљ таквог истраживања је сличан оном у позиционом клонирању: када се открије узрочни ген, може се спровести биолошко истраживање да би се разумело како тај ген утиче на фенотип. Један од главних резултата студија генетских асоцијација је општи налаз да су психолошке особине и психопатологија, као и сложене медицинске болести, високо полигене, где велики број (на реда стотина до хиљада) генетских варијанти, свака са малим ефектом, доприноси индивидуалним разликама у особинама понашања или склоности ка поремећају. Активно истраживање наставља да ради на разумевању генетских и еколошких основа понашања и њихове интеракције.

## Психологија у Срба
Психологија се у Србији развијала са споријим темпом и закашњењем, него што је то било у земљама које су увек предњачиле у продукцији психолошких истраживања попут: Немачке, Енглеске, Русије (односно СССР), Француске и САД. Српска психологија има свој развојни пут и своје резултате, али су они врло често ужег карактера и базирају се на оригиналним схватањима страних аутора.
Говорећи о психи, душа је заузимала централно место и за хришћанске и за прехришћанске мислиоце, као и за њене манифестне форме, радње, начине комуникације са светом. Понекад се душа доживљавала као супротстављена телу или је била цењена као нешто свето. Душа се ретко среће у савременој психолошкој терминологији, а оно што се некада објашњавало као активност душе данас се операционализује кроз низ различитих концепата (перцепција, мотиви, личност итд.). Док су софисти били први који су истакли људску субјективност, институционализовано хришћанство је у први план ставило концепт потчињавања Творцу, чин који ће на крају времена довести до спасења. Рационализам антике био је у рецесији испред хришћанства и самопосматрање и молитва су заменили посматрање и критичку анализу.
Психолошке теме тог периода налазиле су се у практичним упутствима о правилном понашању власти према цркви, поданика према власти, родитеља према деци итд. У нашој култури ова традиција је на прави начин илустрована Закоником цара Душана или различитим појмови детета у српској култури. Ренесанса је донела ново интересовање за антички рационализам и рађање модерног света, како је дефинисано у западној култури.
Тек у 18. веку рационални приступ је коначно преокренуо вагу; тако и брига о људском благостању и декларативно настојање да се он унапреди како кроз индивидуалне тежње тако и кроз бригу коју пружа држава. Од суштинског значаја за историју психологије било је све веће ширење школства и образовних мрежа, које су представљале нову наду у бољи свет. Присуство те потребе види се и из статистичких података о писмености у Србији за 1866. годину, који показују да је писмено било свега 4,18% становништва, ау сеоским срединама не више од 1,63%.
Образовани Срби из Аустријског царства, заправо са територија које су припадале Угарској (углавном су покривале територију Војводине) били су значајан замах за развој просвете и школства у Србији у 19. веку. О томе постоје детаљни прикази у форми фељтона које је написао хроничар психологије и познавалац њене историје Михајло Ротер, који је објавио серију текстова у „Психолошким новинама“ („Психолошким новинама“), часопису Српске. Психолошко друштво крајем седамдесетих и почетком осамдесетих година 20. века.
Алимпије Васиљевић је након завршетка филозофије и теологије почео да предаје филозофију и психологију на Grande École. Написао је први уџбеник психологије за потребе високог образовања. Био је заговорник позитивистичких трендова и ценио је Вунтов експериментални приступ. У овој образовној установи Васиљевића је наследио Љубомир Недић, иако је био познатији и цењенији као преводилац и књижевни критичар. Његову докторску тезу држао је Вунт у области логике. И поред тога што није био психолог у својој образовној евиденцији, као у случају његових претходника (иако је томе био ближи у односу на све њих), пре Љубомира Недића није било одлучног опредељења за нове трендове у психологији као што је експериментална психологија.
Паја Радосављевић је урадио своје истраживање „Напредовање заборављања са временом” где је испитао неке од Ебингхаусових налаза. Да се Паја Радосављевић сматра првим српским психологом може се закључити пре свега из наслова и садржаја његове дисертације, што евидентно показује да је Паја Радосавељвић био први српски психолог са докторатом, без обзира на то што је проф. психолог није постојао у истој конотацији као данас. Понекад се његово име помиње и у историји педагогије, највише због чињенице да се бавио психолошким основама наставе.
Борислав Стевановић се вратио са докторском дисертацијом (1926. године) са Лондонског универзитета и постао 1928. године шеф Семинара за експерименталну психологију. Проф. Стевановић је својим радом на стандардизацији Бине-Симонове скале у српској популацији постигао значајне заслуге у српској психологији и увео нашу психологију у светске токове тог периода. Постојање посебног одељења за психологију допринело је проширењу садржаја, а још више кадровског; отворило је и врата за запошљавање асистената. Први асистент на студијској групи психологије био је Живорад Васић. Студенти психологије нису били бројни до Другог светског рата и у том периоду је забележено само шест дипломираних студената. Они су заправо били први професионални психолози у нашој земљи, школовани у складу са наставним планом и програмом за психологију. Први психолози у нашој земљи били су: Мирослава Шапоњић, Живорад Васић, Милоје Савић, Василије Милојевић, Радмила Антић и Милош Јовичић. Тада су представљене и прве докторске дисертације из психологије.
Од тада је јачала перцепција психолога као посебног занимања, као науке засноване и практично оријентисане на кориснике својих услуга, тако да је образовање таквих стручњака почело да се шири и они стекли репутацију консултанта у различитим животним околностима. Анализа свести на недељиве компоненте, начин на који је Тиченер замишљао, промовисао и бранио психологију, постао је део прошлости већ у првој половини 20. века. Потом је афирмација психоанализе и бихејвиоризма упућивала јавности на промишљање активности искуства и личне историје на веома хетерогене феномене у психичком животу, од механизама развоја и одржавања психопатолошких симптома до објашњења феномена идентификације са ауторитетом у породице и делотворних васпитних поступака. Све ово створило је темеље за новонастале потребе за психолозима у образовању, клиничкој психологији, индустријској психологији, маркетингу, социјалној заштити, испитивањима јавног мњења, решавању трауматских искустава код жртава природних и других катастрофа итд.
Осим што је број психолога брзо растао, запосленим психолозима у Србији су били потребни стручни скупови, стручно усавршавање, заштита професионалних интереса, промоција професије у јавности и у том циљу су се организовали под кишобран Српског психолошког друштва, које има континуитет од свог оснивања 1953. године, као секција Психолошког друштва Југославије. Стручно звање психолога у то време било је „професор психологије“ и чланови Друштва су мукотрпно радили на томе да се у законодавству призна реалност у овој области – чињеница да су психолози имали велики ангажман у здравственим установама и друштвеним заштите, а све више и у индустрији. Ова борба је успешно завршена и тренутно стручно звање је дипломирани психолог. Српско психолошко друштво данас има свој субјекат који се бави снабдевањем психолога неопходним инструментаријумом за рад, научним и академским публикацијама, а организује и обуку из различитих области примењене психологије. Наша психологија је до сада дала два академика Српске академије наука и уметности – првог шефа Катедре за психологију Београдског универзитета Борислава Стевановића и Александра Костића.

## Методологија психолошких истраживања
Методи психологије су најопштији, устаљени и проверени начини организовања научног истраживања психичке стварности. Метода је целокупан начин организовања једног истраживања.
Главне методе које се користе за истраживања човека као појединца или целог колективима чине посматрања унутар и ван лабораторије, интервјуи, психолошки тестови тј. психометрија, лабораторијски експерименти, статистичке анализе, као и интроспекција. Интроспекција је метод посматрања и описивања сопствених свесних психичких доживљаја. У почетку, у Вунтовој психологији, интроспекција се сматрала за једнини извор података. Међутим, недостаци интроспекције су то да испитаници понекад дају лажне, непотпуне или социјално-прихватљиве одговоре, или једноставно нису свесни одговора. Иако је интроспекција наишла на многе критике, и данас се користи за неке видове истраживања, јер само на тај начин се могу описати снови, сећања или фантазије.
Три општа психолошка метода организовања истраживања у којима се користе субјективни подаци (лично искуство) или објективни (о чињеницама понашања) су:
1. Студија случаја
2. Посматрање
3. Експеримент

Студија случаја је метод интензивног, дубинског и свеобухватног проучавања личности. Потекла је из психоанализе и представља темељно и обухватно истраживање животне историје појединца да би се разумела ситуација и проблем у којој се појединац налази. Подаци се добијају из низа тестова, интервјуа, слободних асоцијација, тумачењу снова и упитника. Крајњи циљ јесте реконструисање "комплетне биографије", као и објашњење целокупне структуре и динамике конкретне личности. Познат је случај Сергеја Панкејева где је у Фројдовој студији описана инфантилна неуроза. Наиме, књига се базира на једном страшном сну који је пацијент сањао у раном детињству. Он је уснио како је у страху угледао пар белих вукова на ораховом стаблу са огромним белим реповима. На основу детаљног тумачењу и анализе сна, Фројд је дошао до важних теоријских сазнања.
Посматрање је неекспериментална метода помоћу које се долази до података о психичком животу људи. Састоји се у планском, систематском и објективном регистровању и анализирању извесних појава у природном окружењу. Боља је од интроспекције по томе што се њоме могу открити мотиви неке делатности посматрањем онога што човек заиста ради од онога што он каже да жели да уради. Недостаци посматрања су ограниченост на видљиво понашање без скривених мотива и немогућност мењања појединих услова. Такође, немогуће је направити емоционалну дистанцу, тако да су увиди често субјективни. Фазе посматрања су посматрање са циљем, систематско и контролисано посматрање, одабир технике, спровођење посматрања, обрада података и извођење закључка.
Експеримент је систематско мењање услова у којима се дешава нека појава. У експерименту појава је зависна варијабла, а услови су независна. Фазе експеримента су формулисање проблема, израда плана истраживања, одабир технике, спровођење истраживања, обрада резултата и извођење закључка. Добре стране експеримента су појаву изазивамо и мењамо по својој вољи у контролисаним условима, оглед можемо поновити било када и било где што омогућава проверу резултата и поуздано открива каузалне односе. Лоше стране експеримента су да неке ствари не можемо или из етичких разлога нећемо да мењамо и ситуација је вештачка, тј. испитаници се не понашају природно.
Експериментални рад са људима као субјектима повлачи легална и морална ограничења, због чега се најзначајнији део истраживања обавља са животињама са надом да је стекнуто сазнање о психофизиолошким функцијама и понашањима могуће пренети на искуства са људима.

### Психолошке технике
Технике су посебни поступци за прикупљање и обраду података. Неке од техника су:
1. Интервју
2. Упитник
3. Скале процене
4. Анкета
5. Пројективне технике
6. Тест

## Психотерапија и технике психолошке анализе

### Психоанализа
Психоанализа је теорија и метода дубинске психологије коју је почетком 20. века утемељио Сигмунд Фројд како би објаснио душевне процесе као и настајање и лечење психолошких поремећаја. Она представља свеобухватан теоријски скуп који се између осталог темељи на следећим поступцима:
- 1. Психоаналитичка теорија личност:

Психа човека према Фројду је подељена је у три подручја: Ид, Его и Суперего. Ид представља исконске биолошке анималистичке нагоне човека који нестају после њиховог задовољавања. Суперего представља моралне и етичке вредности и норме друштва, такорећи представља функцију савести особности. Его је посредник између Ида и Суперега. Оно је средишња инстанца одлучивања која покушава ускладити потребе Ида с предусловима Суперега.
- 2. Психоаналитична развојна психологија:

Основа развоја психоаналитичне развојне психологије је развој либида (сексуалног нагона). Према Фројдовом концепту раздобља живота зависно од добног нивоа либидо обележава различите регије тела детета:
- орална фаза (прва година живота) – током тог раздобља уста су центар телесног узбуђења или напетости,
- анална фаза (друга до трећа година живота)- изражава фиксацију на аналну фазу и односи се према свету путем жеље за управљањем и моћи,
- фалусна фаза (четврта до шеста година) – током те фазе постоји привлачност према родитељу супротнога пола, а узбуђења и напетости су усредоточене на гениталије,
- латентна фаза (седма до десета година) – настаје смањење сексуалних нагона и интереса,
- генитална фаза (од једанаесте године) – фаза повезана с почетком пубертета.

Као могуће кризе или проблеми унутар психосексуалног одгоја (фиксације) могу се јавити Едипов комплекс, Електрин комплекс или завист на пенису.
Теорија лечења
Према Сигмунду Фројду несвесни психички процеси (пре свега они који потичу из дјетињства) могу знатно утицати на појаву психичких поремећаја као што су на пример неурозе. Процеси који потичу из дјетињства подлежу механизму потискивања и недељно, током трајања психоаналитичке терапије, требало би их изазвати и поновно проживјети, како би се у одраслом добу могли свладати. Пацијент током сеансе треба да исприча све што му падне на памет (слободна асоцијација).
Важни елементи психоанализе су преношење и тумачење снова. Класично психоаналитичко лечење траје неколико година. Психоаналитичке школе које и данас још постоје делимично се разликују једна од друге. Тако постоје облици лечења као што је скраћена психоаналитичка терапија или фокална терапија.
Начела дечје анализе Ане Фројд и Мелани Клејн су посебно прилагођена лечењу деде и младих особа. Дечја психоанализа се примењује на пример код депресије и опсесивне неурозе.

## Познати психолози
- Сигмунд Фројд
- Карл Густав Јунг
- Алфред Адлер
- Хауард Гарднер
- Леополд Сонди
- Абрахам Маслов
- Сабина Шпилрајн
- Ерих Фром
- Ханс Јурген Ајзенк
- Чарлс Спирман
- Вилхелм Вунт
- Ерик Берн

## Познати српски психолози
- „Брана Петронијевић”. Архивирано из оригинала 02. 02. 2014. г.
- „Борислав Стевановић”. Архивирано из оригинала 02. 02. 2014. г.
- „Живорад Жижа Васић”. Архивирано из оригинала 02. 02. 2014. г.
- Никола Рот
- Славољуб Радоњић
- „Љубомир Стојић”. Архивирано из оригинала 02. 02. 2014. г.
- Предраг Огњеновић
- Јосип Бергер
- „Бошко Поповић”. Архивирано из оригинала 02. 02. 2014. г.
- „Владимир Петровић” (PDF). Архивирано из оригинала (PDF) 01. 02. 2014. г.
- „Ксенија Кондић” (PDF). Архивирано из оригинала (PDF) 01. 02. 2014. г.
- Иван Ивић
- Жарко Кораћ
- Жарко Требјешанин
- Бора Кузмановић
- Тамара Штајнер Поповић
- Небојша Јовановић
- Миклош Биро
- Борис Тадић
- Радован Караџић
- Љубомир Касагић